# Комсомольская ТЭЦ-2
Комсомольская ТЭЦ-2 — тепловая электростанция в городе Комсомольске-на-Амуре, Хабаровский край. Входит в состав филиала «Хабаровская генерация» АО «Дальневосточная генерирующая компания» (входит в группу РусГидро). Организационно в состав структурного подразделения Комсомольская ТЭЦ-2 на правах цеха входит также Комсомольская ТЭЦ-1. Одна из старейших электростанций на Дальнем Востоке России (введена в эксплуатацию в 1935 году).

## Конструкция станции
Комсомольская ТЭЦ-2 представляет собой тепловую паротурбинную электростанцию (теплоэлектроцентраль) с комбинированной выработкой электроэнергии и тепла. Установленная мощность электростанции — 197,5 МВт, установленная тепловая мощность — 545 Гкал/час. Тепловая схема станции выполнена с поперечными связями по основным потокам пара и воды, ТЭЦ имеет в своём составе две группы основного оборудования: с давлением 90 кгс/см² и температурой 540°С (турбоагрегаты № 5 и 6) и с давлением 130 кгс/см² и температурой 540°С (турбоагрегаты № 7 и 8). В качестве топлива используется природный газ сахалинских месторождений, а также каменный и бурый уголь различных месторождений. Основное оборудование станции включает в себя:
- Турбоагрегат № 5 мощностью 27,5 МВт, в составе турбины Т-27,5-90 с генератором ТВС-30, введён в 1963 году;
- Турбоагрегат № 6 мощностью 60 МВт, в составе турбины ПТ-60-90/13 с генератором ТВФ-60-2, введён в 1964 году;
- Турбоагрегат № 7 мощностью 50 МВт, в составе турбины Т-55-130 с генератором ТВФ-60-2, введён в 1969 году;
- Турбоагрегат № 8 мощностью 50 МВт, в составе турбины Т-55-130 с генератором ТВФ-60-2, введён в 1970 году.

Пар для турбоагрегатов вырабатывают 3 котла БКЗ-160-100Ф и 4 котла БКЗ-210-140Ф. Система технического водоснабжения прямоточная, с использованием воды из реки Амур. Выдача электроэнергии в энергосистему производится через закрытое распределительное устройство (ЗРУ) напряжением 110 кВ и открытое распределительное устройство (ОРУ) напряжением 35 кВ по следующим линиям электропередачи:
- ВЛ 110 кВ Комсомольская ТЭЦ-2 — Комсомольская ТЭЦ-1, 2 цепи (С-83, С-84);
- ВЛ 110 кВ Комсомольская ТЭЦ-2 — ПС Т (С-85);
- ВЛ 110 кВ Комсомольская ТЭЦ-2 — ПС Т с отпайкой на ПС Парус (С-86);
- ВЛ 35 кВ Комсомольская ТЭЦ-2 — ПС Багерная — ЭТЗ (Т-160);
- ВЛ 35 кВ Комсомольская ТЭЦ-2 — ПС ТН — ЭТЗ (Т-167).

## История строительства и эксплуатации
Первая небольшая электростанция в Комсомольске-на-Амуре появилась одновременно с основанием города, в 1932 году. В 1933 году началось строительство Амурского судостроительного завода и при нем теплоэлектростанции — будущей Комсомольской ТЭЦ-2. Первый турбоагрегат новой станции мощностью 3 МВт был пущен 26 ноября 1935 года. В 1937 году было начато строительство второй очереди ТЭЦ, после ввода которой в 1939 году мощность станции достигла 30 МВт. В 1957 году ТЭЦ была выделена из состава судостроительного завода и получила современное название — Комсомольская ТЭЦ-2. В 1964 году было закончено строительство третьей очереди станции, в результате мощность Комсомольской ТЭЦ-2 возросла до 109 МВт. В 1970 году завершено строительство четвёртой очереди (два турбоагрегата по 50 МВт и два котлоагрегата). В 1974 году к станции была организационно присоединена на правах цеха Комсомольская ТЭЦ-1. В 1985—1989 годах котлоагрегаты Комсомольской ТЭЦ-2 получили возможность работы на природном газе. С образованием в 1993 году ОАО «Хабаровскэнерго», Комсомольская ТЭЦ-2 вошла в его состав. С 2007 года Комсомольская ТЭЦ-2 является структурным подразделением филиала «Хабаровская генерация» АО «Дальневосточная генерирующая компания». В 2019 году были проведены проектные работы по обоснованию вывода из эксплуатации третьей очереди станции (оборудование давления 90 кгс/см²) и реконструкции турбоагрегатов № 7 и 8 с увеличением их общей мощности до 110 МВт, но в итоге от модернизации станции было решено отказаться.